# Parcel (Strzeżów Drugi)
Parcel – część wsi Strzeżów Drugi w Polsce, położona w województwie małopolskim, w powiecie miechowskim, w gminie Miechów.
W latach 1975–1998 Parcel należał administracyjnie do województwa kieleckiego, sąsiadując z województwem krakowskim.